# لروی استون
لروی استون (انگلیسی: LeRoy Stone؛ ‏ ۵ ژانویهٔ ۱۸۹۴ – ۱۵ سپتامبر ۱۹۴۹) تدوین‌گر فیلم اهل ایالات متحده آمریکا بود.
از فیلم‌هایی که وی در آن نقش داشته‌است می‌توان به مرا ستاره کن و شوگرل اشاره کرد.